# 青森市立油川中学校
青森市立油川中学校（あおもりしりつ あぶらかわちゅうがっこう）は、青森県青森市の北西部、松前街道沿いの油川地区の中心に位置する公立中学校。所在地は羽白字沢田471。

## 概説
油川は古くは大浜と呼ばれており、非常に古い歴史を持っている。生徒は一人暮らしの高齢者の家の除雪作業を行ったりと地域に根ざした活動をしている。また、逆に部活や学校の行事の際には、地域の住民は協力をしており、学校と地域は強く結びついている。その成果もあり近年の卓球部は全国大会の常連選手も輩出するなど活躍している。
団体競技でもサッカー部が2期連続で中体連県大会出場、第24回U-15フットサル選手権東北大会に出場し、3位という輝かしい成績を残している。
現在の油川中学校付近は古くは寺野内村という村であり、現在の校庭部分には初代森山弥七郎の供養碑が古くは存在していた。明治に入り洋式牧場として使われるようになったが、1935年に青森飛行場が建設され供養碑も移転した。1948年からその供養碑は浄満寺境内に移転している。誰が建立したのかははっきりしないが、3代目弥七郎が油川湊目付を務めた際に、先々代の遺徳を偲んで建立したものとも言われている。
学校を挙げた活動も行われており、老人施設で高齢者の補助をしたり、難病でアメリカに行こうとしている子どもの募金活動、カンボジアへの募金活動などを行ったりと社会福祉活動も多く行っている。

## 沿革
- 1947年（昭和22年）
  - 4月1日 - 学制改革（新学制）により、青森市立油川中学校創立。校舎は、油川小学校に併設。
  - 4月22日 - 開校式並びに第1回入学式挙行[1]。
- 1951年（昭和26年）12月24日 - 羽白字池上3番地に新校舎竣工移転。
- 1952年（昭和27年）
  - 1月19日 - 新校舎落成記念式典挙行。
  - 7月19日 - 校庭・トラック・野球グラウンド完成。
  - 9月23日 - 創立5周年記念運動会開催。
- 1955年（昭和30年）4月7日 - 奥内中学校の西田沢学区を本校学区に編入。
- 1956年（昭和31年）7月27日 - 体育館兼講堂落成式並びに校旗樹立式挙行。
- 1957年（昭和32年）
  - 10月14日 - 校歌制定披露式挙行。
  - 11月6日 - 創立10周年記念式典挙行。
- 1961年（昭和36年）6月10日 - 相撲道場完成。
- 1962年（昭和37年）7月1日 - 2教室竣工。同窓会設立。
- 1967年（昭和42年）
  - 2月20日 - 特別教室（理科・家庭科）増築。
  - 10月24日 - 創立20周年記念式典挙行。
- 1977年（昭和52年）
  - 6月26日 - 鉄筋4階建校舎（現校舎）の新築着工。
  - 10月24日 - 創立30周年記念式典挙行。
- 1978年（昭和53年）
  - 10月19日 - 早朝4時30分過ぎ、北側1階音楽室付近から出火し、木造2階建校舎と木造体育館が全焼。なお、同校では、1か月前の9月19日夕方にも、音楽室付近のさくり板などを焼く不審火が発生していた[2]。北斗高校（第2学年と第3学年）と長島小学校（第1学年）の教室を借用し、分散授業実施[3]。出火の原因は、放火の可能性があるとされた。
  - 12月23日 - 校庭に増築中の鉄筋4階建新校舎に移転。当初、新校舎は、翌年5月完成予定だったが、同年10月の校舎全焼を受け、5か月前倒しで完成した[3]。
- 1979年（昭和54年）
  - 9月14日 - 校庭整値完了。
  - 11月17日 - 新校舎・体育館落成記念式典挙行。
- 1985年（昭和60年）
  - 1月31日 - 新校旗樹立式。
  - 7月26日 - 水泳プール竣工。
- 1987年（昭和62年）10月24日 - 創立40周年記念式典挙行。
- 1992年（平成4年）9月14日 - コンピュータ室改修。
- 1997年（平成9年）10月25日 - 創立50周年記念式典挙行。

## 学区
油川、羽白、岡町、西田沢、新城字天田内、富田4丁目の一部、新田3丁目の一部。

## アクセス
- 青森市営バス「北高校前」バス停から、徒歩約350m・約6分。
- JR津軽線油川駅から、徒歩約660m・約10分。
  - JR駅・青森市営バス停共に、直線距離では近いが、道路の関係で、やや遠回りとなる。

## 周辺
- JR津軽線油川駅
- 青森市役所油川市民センター

## 出身者
- 斉藤里恵（東京都議会議員、ホステス、作家）
- 森内壽春（元プロ野球選手）

## 参考資料
- 『新青森市史 別編教育（別巻） 年表・学校沿革』（青森市・2000年3月発行）「学校沿革 （二）中学校」229頁「油川中学校 変遷」